# Bad- und Waschanstalt Winterthur

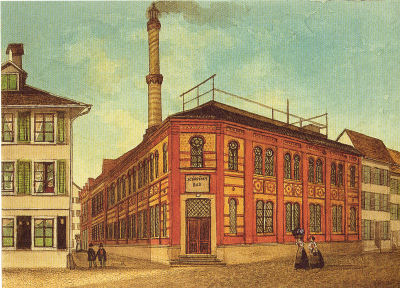
Die Winterthurer Bad- und Waschanstalt, Aquarell von Jakob Ziegler-Sulzberger, 1868

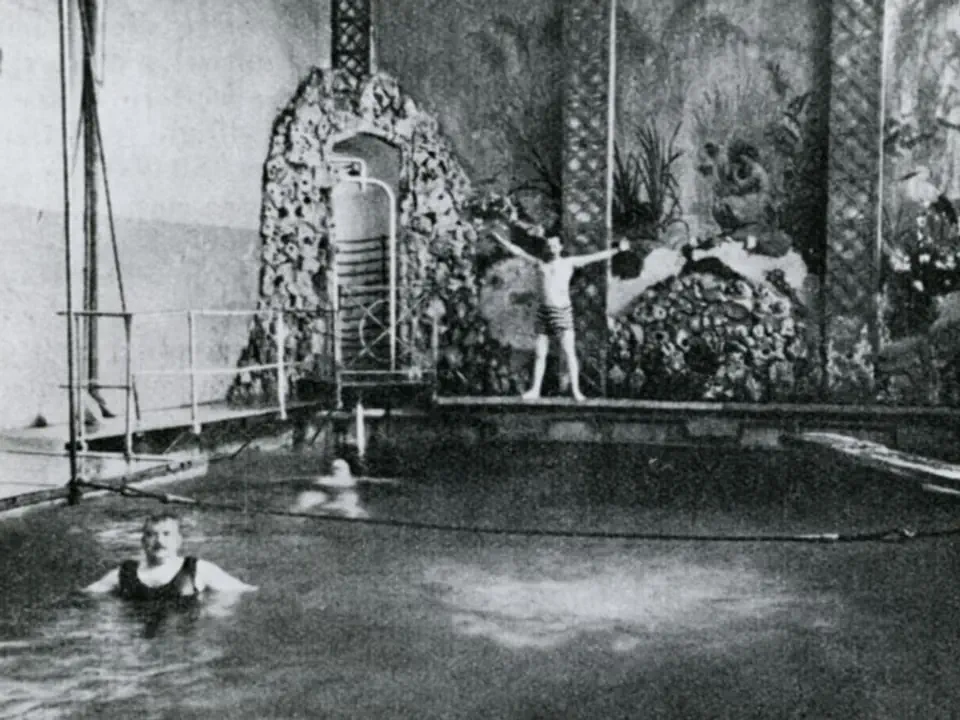
Schwimmhalle der Waschanstalt, Datum unbekannt

Die Bad- und Waschanstalt Winterthur (auch Badanstalt Badgasse oder – in Anspielung auf den auffälligen Baustil – Badewannenmoschee) war das erste Hallenbad der Schweiz. Es existierte von 1864 bis 1915 in der Altstadt Winterthurs an der Ecke Badgasse/Neustadtgasse. Das Gebäude steht unter regionalem Denkmalschutz und wird vom Bund als B-Objekt geführt.

## Entstehung

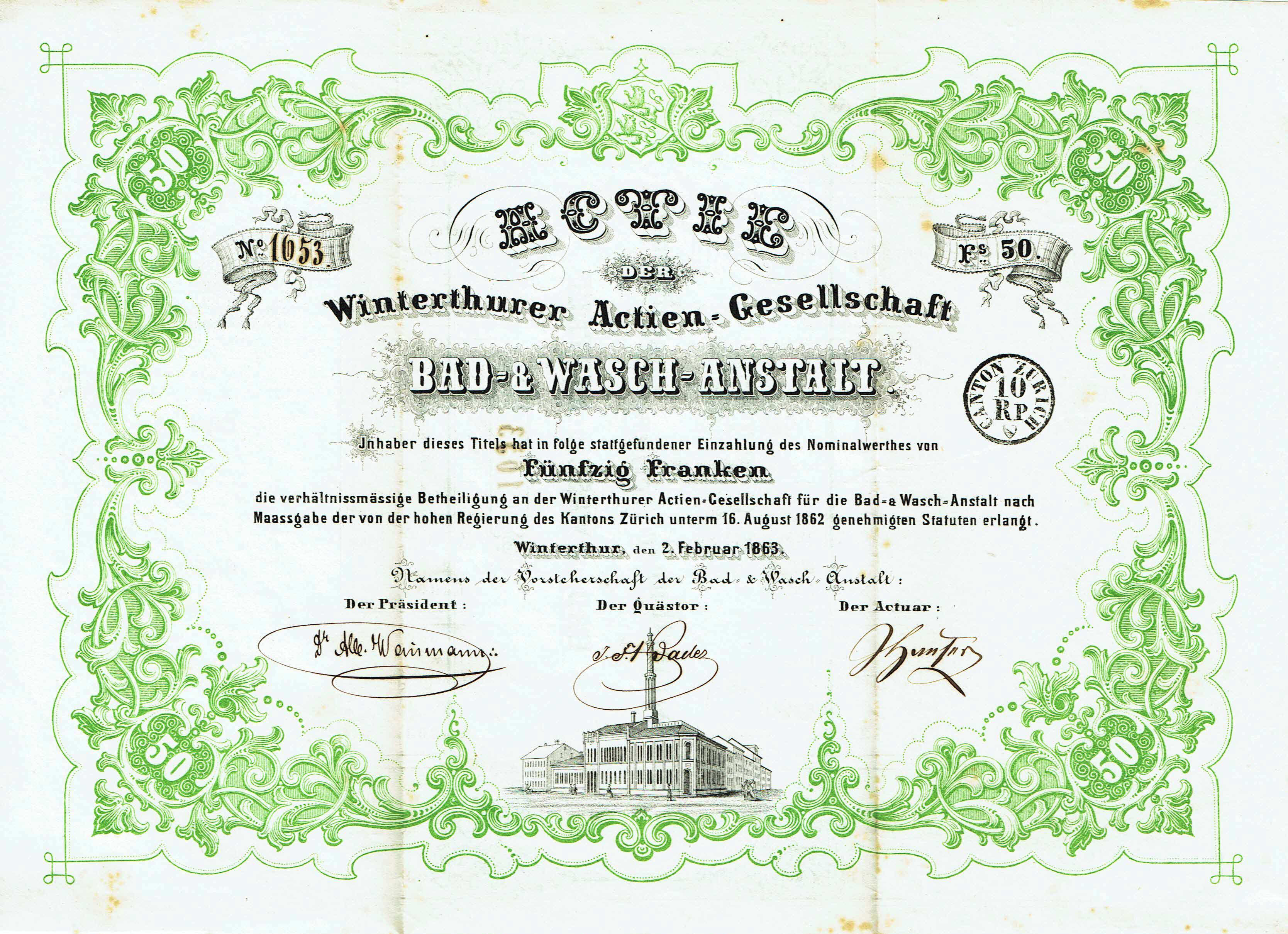
Aktie über 50 Franken der Winterthurer AG Bad- & Wasch-Anstalt vom 2. Februar 1863

Mitte des 19. Jahrhunderts erkannte die Medizin den Zusammenhang zwischen Volksgesundheit und Hygiene und forderte – namentlich in Industriestädten mit starker Zuwanderung und sozialen Problemen – die Schaffung ausreichender Hygienemöglichkeiten für die gesamte Bevölkerung. Badewannen oder gar ganze Badezimmer in Privathäusern waren damals noch ein Privileg der bessergestellten Schichten.
Die ersten öffentlichen Badeanstalten Europas wurden 1842 in Liverpool, 1845 in London und 1854 in Hamburg eröffnet. 1864 zog Winterthur als erste Schweizer Stadt nach und eröffnete ein prachtvolles, in maurischem Stil gehaltenes Badehaus. Der von Stadtbaumeister Karl Wilhelm Bareiss geplante Bau wurde 1862 begonnen und 1864 fertiggestellt. Er wurde direkt neben dem ehemaligen Lörlibad errichtet, dass 23 Jahre zuvor geschlossen worden war.  Die «Badewannenmoschee» blieb nach ihrer Errichtung 44 Jahre lang, bis zur Eröffnung des Volksbads St. Gallen 1906, das einzige Hallenbad der Schweiz.

## Ausstattung und Betrieb
Die Anlage umfasste zwölf Marmorwannenbäder, zwei Duschen, ein türkisches Bad mit Abkühlraum und ein Schwimmbad. Dieses war mit 12 × 8 m – bei einer Tiefe zwischen 80 cm und 1,8 m – auch für die damaligen Verhältnisse sehr klein und blieb daher in seiner Art ein Unikat. Auch die Innenausstattung mit Hufeisenfenstern und Ornamenten erinnerte an die Badekultur des Orients. Der Kamin hatte die Form eines Minaretts.
Das Bad war jeweils nur von Mai bis Oktober offen. Wie zu jener Zeit üblich, war der Badebetrieb streng nach Geschlechtern getrennt.

## Schliessung
1911 wurde in Winterthur mit dem Hallen- und Freibad Geiselweid das erste künstliche und noch bestehende Freibad der Schweiz eröffnet. Die Badanstalt hatte damit ausgedient und wurde 1915 geschlossen. Das Gebäude diente in der Folge als Gantlokal und sollte 1975 abgerissen werden, was aber nach Bürgerprotesten unterblieb. Über mehrere Jahre beherbergte es eine Polizeiwache der Stadtpolizei Winterthur. Im Frühjahr 2023 vergab die Stadt der Bain-Bleu AG den Zuschlag zur weiteren Nutzung. Sie soll im Areal ein Wellnessbad mit einer Kunstausstellung kombinieren.

## Fotos (Gegenwart)

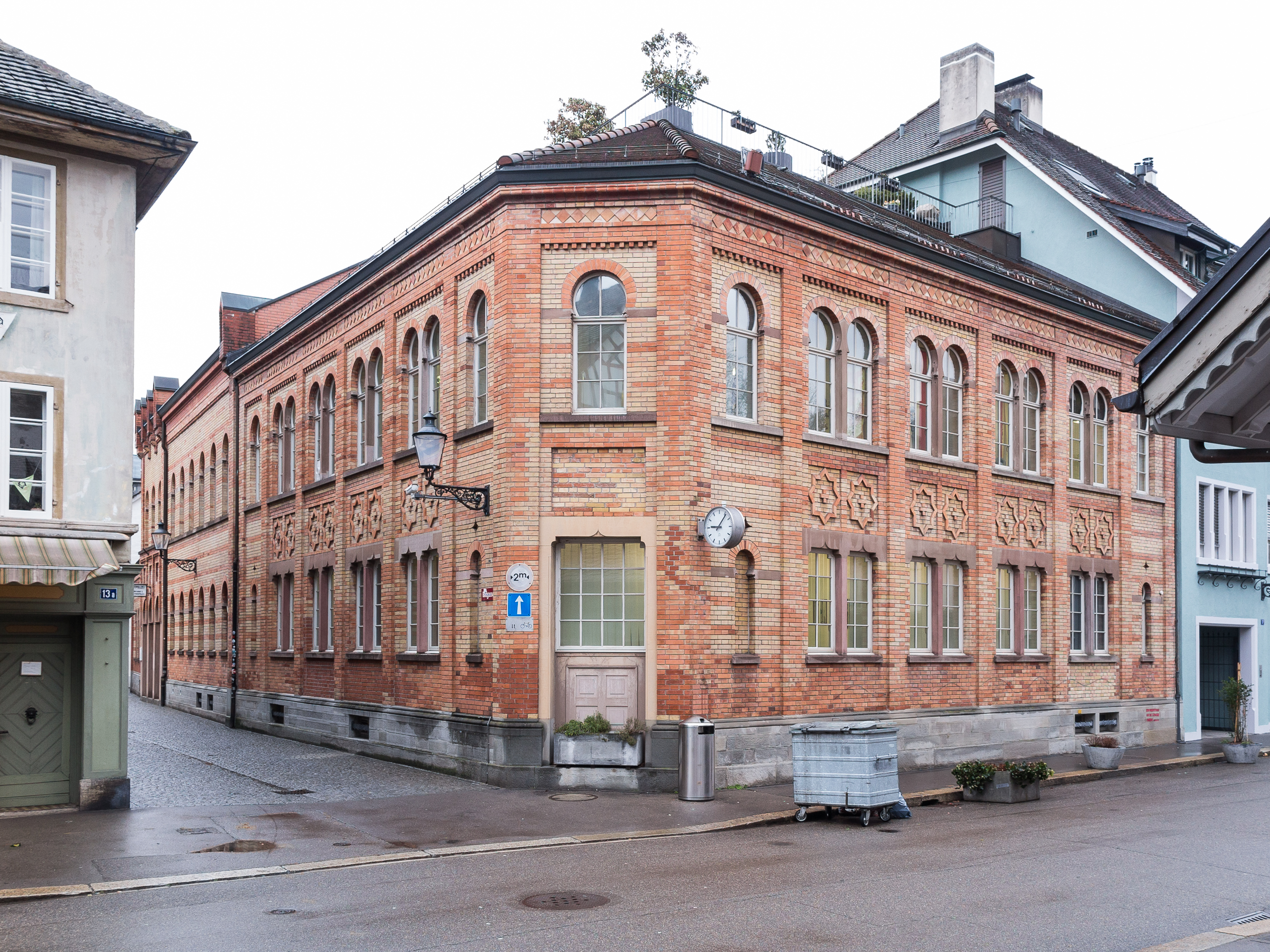
Bad- und Waschanstalt Winterthur 2016
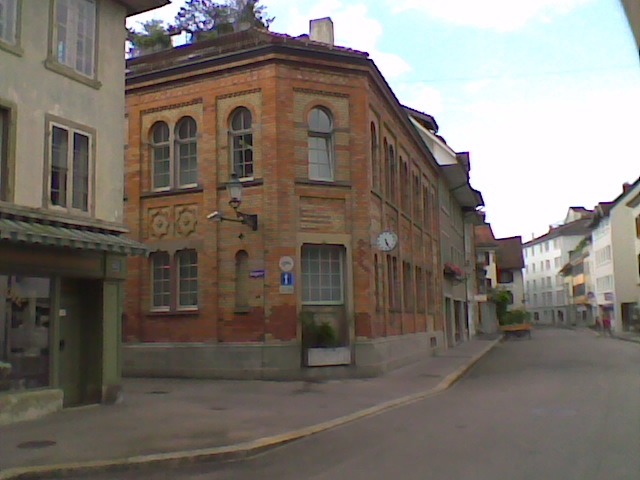
Seite Neustadtgasse
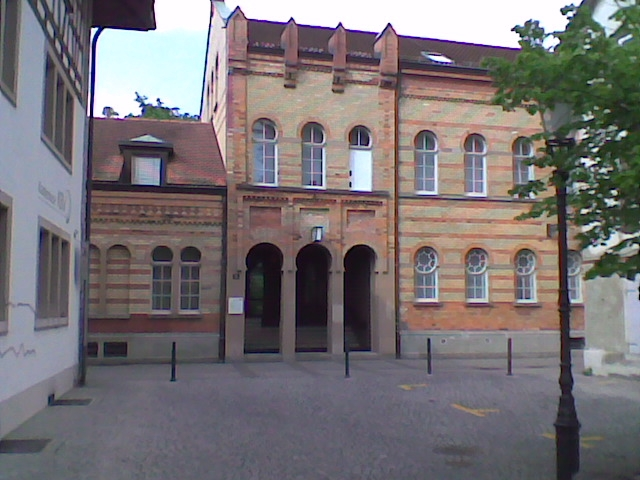
Seite Badgasse (Eingang Polizeiposten)
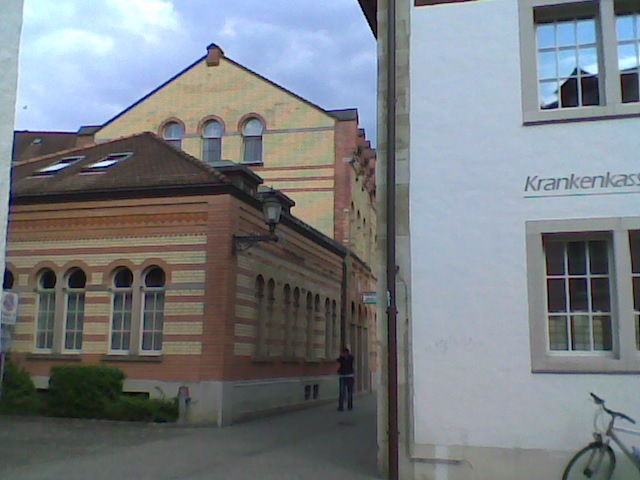
Von Westen (Badgasse)

## Belege
1. ↑  Karl Keller, Winterthurer Stadtbaumeister. In: Winterthurer Jahrbuch 1981. S. 147.
2. ↑  Kantonsliste A- und B-Objekte Kanton ZH. Schweizerisches Kulturgüterschutzinventar mit Objekten von nationaler (A-Objekte) und regionaler (B-Objekte) Bedeutung. In: Bundesamt für Bevölkerungsschutz BABS – Fachbereich Kulturgüterschutz, 1. Januar 2024,  (PDF; 397 kB, 21 S., Revision KGS-Inventar 2021 (Stand: 1. Januar 2023)).
3. ↑  Altstadt in Winterthur – An der Badgasse trifft künftig Wellness auf Kunst. 26. Mai 2023, abgerufen am 16. Juni 2023.

Koordinaten: 47° 29′ 56,3″ N, 8° 43′ 56,6″ O; CH1903: 697480 / 261717